# Делламс, Рон
Рональд Верни Делламс (Рон Деллумс, англ. Ronald Vernie Dellums; 24 ноября 1935 — 30 июля 2018) — американский политический деятель. С 1971 по 1998 год тринадцать сроков подряд был членом Палаты представителей США от 9-го избирательного округа Северной Калифорнии, после чего работал лоббистом в Вашингтоне, округ Колумбия и 48-м мэром Окленда, штат Калифорния (с 2007 по 2011 год).

## Биография
Родился в рабочей семье профсоюзных организаторов. Отслужил в корпусе морской пехоты США, закончил Калифорнийский университет в Беркли, работал по специальности — соцработником, преподавал в своём университете и Университете штата Калифорния в Сан-Франциско. Включился в движение за гражданские права; в 1967 году молодого афроамериканского активиста избрали в городской совет Беркли, Калифорния.
В 1970 году Делламса выдвинули в Конгресс США товарищи по движению против войны во Вьетнаме. Он стал первым афроамериканцем, избранным в Конгресс от Северной Калифорнии и единственным конгрессменом-социалистом с 1929 года и до избрания Берни Сандерса в 1991 году. В числе его первых действий в Конгрессе — выставка, посвященная военным преступлениям США во Вьетнаме. Его политика обеспечила ему место в пресловутом «списке врагов президента Никсона».
За время своей работы в Конгрессе он выступал против увеличения военных расходов, в том числе против проекта ракет МХ и расширения программы стелс-бомбардировщиков B-2 Spirit. Также проводил кампании против поддержки его правительством правых диктатур, включая Мобуту Сесе Секо в Заире, и апартеида в ЮАР. Когда президент Рональд Рейган наложил вето на составленный Делламсом Всеобщий акт против апартеида от 1986 года, Палата представителей с демократическим большинством и Сенат с республиканским большинством преодолел вето. Таким образом, акт Делламса стал первым внешнеполитическим законопроектом в XX веке, успешно преодолевшим в Конгрессе вето президента. Джесси Джексон подчеркивал, что это голос Делламса принес санкции против властей Южной Африки.
В 2006 году его избрали мэром родного Окленда; на этом посту он сменил Джерри Брауна. Делламс увеличил финансирование образования, создавал «гражданские оперативные группы» для решения проблем города и добился уменьшения преступности на 13 % (вместо обещанных 10 %).
Делламс называл себя «демократическим социалистом» и был вице-президентом Демократических социалистов Америки.